# مونتشينيزيو
مونتشينيزيو ((بالإيطالية: Moncenisio)‏) هي بلدية صغيرة في مقاطعة تورينو في إقليم بييمونتي في شمال إيطاليا. تقع على الحدود مع فرنسا.
تقع مونتشينيزيو على حدود البلديات التالية: Val-Cenis (فرنسا)، نوفالسا وفيناوس.

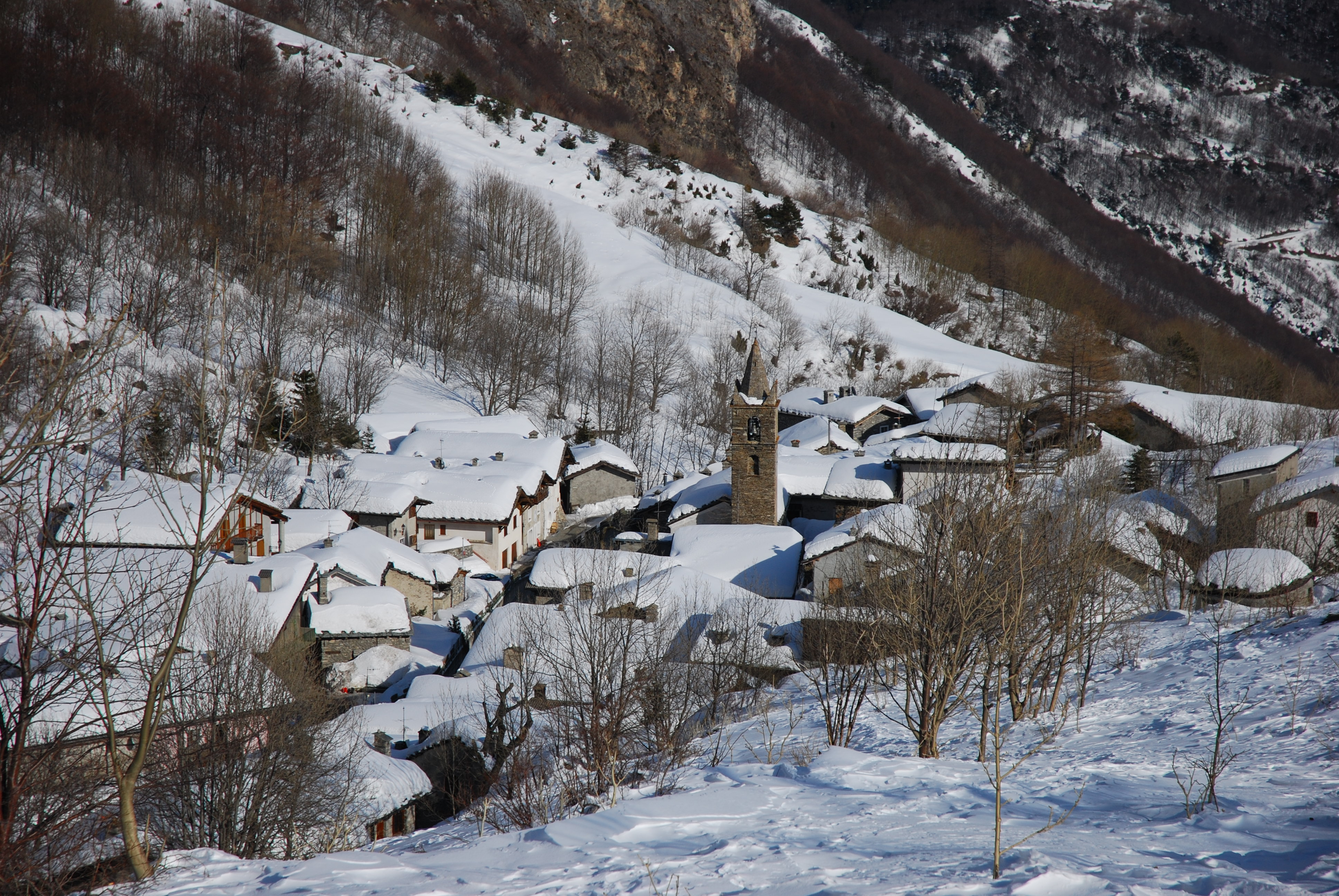
بلدة مونتشينيزيو

## وصلات خارجية
- (بالإيطالية) الموقع الرسمي لمونتشينيزيو